# Керченський Завод
Ке́рченський Заво́д — проміжна станція IV класу Кримської дирекції Придніпровської залізниці.
Розташована на півночі міста Керчі (поруч село Єгорове, Ленінський район, Склотарний завод), АР Крим на лінії Владиславівка — Крим між станціями Керч (6 км) та Крим (13 км).
Станом на серпень 2019 р. по станції Керченський Завод пасажирське сполучення відсутнє.